# Yuval Ne'eman
Yuval Ne'eman (en hébreu : יובל נאמן), né le 14 mai 1925 et décédé le 26 avril 2006, était un physicien théoricien, scientifique militaire et politicien israélien. Il fut membre du gouvernement israélien dans les années 1980 et au début des années 1990.

## Biographie
Yuval Ne'eman naquit à Tel Aviv alors sous mandat britannique, fut diplômé du lycée (high school) à l'âge de 15 ans, et étudia l'ingénierie mécanique au Technion. Il rejoignit la Haganah à l'âge de 15 ans. Lors de la guerre israélo-arabe de 1948-1949, il servit dans les forces de défense israéliennes (FDI) comme commandant en second de bataillon, puis comme officier aux opérations de Tel Aviv et commandant de la brigade Guivati. Puis, durant la période 1952-1954, il servit comme commandant en second du département opérationnel du Quartier général, commandant du département de planification des FDI. À ce poste, il contribua à organiser les FDI comme une armée basée sur la réserve, à développer le système de mobilisation, et écrivit le premier essai sur la doctrine de défense israélienne. Entre 1958 et 1960, Yuval Ne'eman fut attaché militaire des FDI au Royaume-Uni, où il fit des études doctorales en physique sous la direction d'Abdus Salam, lauréat du prix Nobel de physique en 1979, à l'Imperial College London. Il fut démobilisé en 1961 avec le grade de colonel.

## Carrière scientifique
L'une de ses plus grandes réalisations en physique fut sa découverte, en 1961, de la classification des hadrons grâce à la symétrie de saveurs SU(3), connue à l'heure actuelle sous le nom de voie octuple, qui fut également proposée de manière indépendante par Murray Gell-Mann. Cette symétrie SU(3) a mis en place les bases du modèle de quark, proposé par Murray Gell-Mann et George Zweig en 1964, indépendamment l'un de l'autre.
Yuval Ne'eman fut le fondateur et le directeur de l'École de Physique et d'Astronomie de l'Université de Tel Aviv de 1965 à 1972, président de cette même université de 1971 à 1975, et directeur de son Institut Sackler d'études avancées de 1968 à 1997. Il fut aussi directeur du Centre de théorie des particules de l'Université du Texas à Austin de 1968 à 1990. Il fut un fervent partisan de l'importance de la recherche spatiale et sur les satellites pour le futur et l'économie d'Israël, et en conséquence fonda l'Agence spatiale israélienne en 1983, qu'il présida quasiment jusqu'à sa mort. Il fit aussi partie de la commission à l'énergie atomique de 1965 à 1984 et occupa le poste de directeur scientifique de son centre de Soreq. Yuval Ne'eman fut directeur scientifique du Ministère de la défense israélien de 1974 à 1976.
Il fut décrit comme « l'une des personnalités les plus hautes en couleur de la science moderne » et coécrivit The Particle Hunters, qui fut publié en anglais en 1986. Le supplément littéraire du Times salua se livre comme « le meilleur guide de la physique quantique disponible ».

## Prix et distinctions
Membre de l'Académie israélienne des sciences et lettres, Yuval Ne'eman reçut :
- en 1969, le prix Israël[4] dans le champ des sciences exactes. Il retourna ce prix en 1992 en signe de protestation contre l'attribution du prix Israël à Émile Habibi.
- en 1970, il reçut le prix Albert Einstein[4] pour sa contribution unique dans le champ de la physique.
- en 2003, il reçut le prix EMET pour les Arts, les Sciences et la Culture pour sa contribution pionnière pour la description du noyau atomique et de ses composants, et pour sa contribution scientifique majeure au développement de la physique sub-atomique en Israël.

Il fut aussi récompensé par la médaille du Collège de France et de la croix d'officier de l'Ordre national du Mérite (en 1972 à Paris), la médaille Wigner (en 1982, Istanbul-Austin), le prix scientifique Birla (1998, à Hyderabad), ainsi que d'autres prix et doctorats honoraires en Europe et aux États-Unis.

## Carrière politique
À la fin des années 1970, Yuval Ne'eman fonda le Tehiya, issu de l'aile droite du Likoud, formé en réaction au soutien de Menahem Begin aux pourparlers de Camp David ayant tracé une voie pour une paix avec l'Égypte et à l'évacuation de Yamit. Il fut élu à la Knesset lors de l'élection législative israélienne de 1981 qui vit le Tehiya remporter trois sièges. Le parti rejoignit la coalition de Begin environ un an après les élections et Yuval Ne'eman fut alors nommé Ministre de la science et du développement, poste qui devint par la suite Ministre de la science et de la technologie.
Il conserva son siège lors de l'élection législative de 1984, mais le Tehiya ne fut pas inclus dans la grande coalition formée par l'Alignement et le Likoud. Après les élections de 1988, le Tehiya fut à nouveau exclu de la coalition gouvernementale. Yuval Ne'eman démissionna de la Knesset le 31 janvier 1990 et y fut remplacé par Gershon Shafat (en). Cependant, le Tehiya rejoignit le gouvernement en juin après que l'Alignement l'ait quitté, et Yuval Ne'eman y fut nommé Ministre de l'Énergie et des infrastructures ainsi que Ministre de la science et de la technologie bien qu'il ne reprit pas son siège à la Knesset. Il perdit son portefeuille ministériel à la suite de l'élection législative de 1992, et ne revint pas en politique.
Il mourut à l'âge de 80 ans, le 26 avril 2006 à Tel Aviv, d'une congestion cérébrale aiguë.